# Stellaris (computerspel)
Stellaris is een realtime, 4X strategisch spel ontwikkeld door Paradox Development Studio en uitgegeven door Paradox Interactive. Het werd wereldwijd uitgebracht voor Windows, macOS en Linux op 9 mei 2016, op 26 februari 2019 voor PlayStation 4 en Xbox One en op 25 maart 2021 voor Xbox Series X en Series S.

## Gameplay
Stellaris speelt zich af in de ruimte in de verre toekomst. De gameplay draait om verkenning van de ruimte, het beheren van een rijk, diplomatie en ruimteoorlogvoering met andere ruimtevarende beschavingen.
Spelers spelen als een regering van een soort in de vroege stadia van interstellaire ruimteverkenning, direct na de uitvinding van sneller-dan-licht (faster-than-light, FTL)-ruimtevaarttechnologie, klaar om een plaats op te eisen als een van 'de soorten van de sterren'. Afhankelijk van verschillende factoren, zoals de ethiek van de beschaving en de wensen van de speler, kan het uiteindelijke doel van het rijk variëren van galactische verovering, het oppotten van hulpbronnen en technologische suprematie, tot vreedzaam samenleven met of absolute vernietiging van al het andere verstandige leven. De speler bestuurt schepen, inclusief wetenschaps-, constructie- en militaire schepen. Gevechten omvatten ruimtegevechten en grondgevechten en zijn meer gericht op het grotere geheel, voorbereiding en strategie. Er zijn ook diplomatieke opties zoals allianties en handelsovereenkomsten met andere rassen.
Het spel begint ofwel door een van de vooraf gemaakte rijken te kiezen of door een door de speler aangepast rijk/soort te gebruiken. Het proces van creëren omvat verschillende keuzes. De eerste van deze keuzes omvat het kiezen van een mengsel van positieve en negatieve kenmerken waaruit hun soort bestaat. Vervolgens past de speler het rijk van zijn soort aan. In deze fase kiest de speler de ethiek en maatschappijleer van hun rijk (met respectievelijk Ethiek- en Maatschappij-punten) die bedoeld zijn om de ideologie te vertegenwoordigen die het rijk heeft aangenomen. Eigenschappen geven verschillende buffs, beperken bepaalde functies (een spiritistisch rijk kan geen robots gebruiken, een materialistisch rijk kan robots niet verbieden) en regeringen om te worden gekozen (een autoritair rijk kan geen democratische regering zijn en vice versa), en veranderen de manier waarop informatie wordt gepresenteerd aan de speler. Spelers kiezen ook een oorsprong, een soort achtergrondverhaal voor hun rijk. Oorsprong kan zijn afkomstig uit een wereld die is verwoest door nucleaire oorlogvoering of beginnen met een secundair speelbaar ras, zoals robots of een sterk maar onintelligent arbeidersras. Deze secundaire soorten worden gemaakt in een soortgelijk proces als eerder vermeld.
Alle overtuigingen, behalve het later toegevoegde Gestaltbewustzijn, heeft normale en fanatieke versies die de richting van het rijk vertegenwoordigen. Fanatieke versies van ethiek geven grotere bonussen dan hun normale varianten, maar hebben meestal nog hogere beperkingen en nemen altijd twee ethische punten in plaats van het normale één punt per ethiek. De ethiek genaamd Gestaltbewustzijn maakt het rijk tot een bijenkorf of robotrijk, neemt alle ethische punten in beslag en geeft nieuwe Maatschappijpunten die alleen beschikbaar zijn voor bijenkorven en robotrijken. Megabedrijven, een overheidstype dat is toegevoegd aan de Megacorp-DLC, zijn ethisch gezien niet beperkt zoals een bijenkorf, maar ze kunnen alleen maatschappijvormen kiezen die uniek zijn voor hen. Zowel de ethiek (behalve het Gestaltbewustzijn) als de meeste civics kunnen tijdens het spel worden gewijzigd. De speler kan de vlag, naam, thuiswereld, het uiterlijk van steden en ruimteconstructies en de heerser van hun rijk aanpassen.
In de meeste gevallen begint het rijk van de speler met een enkele bewoonde planeet, verschillende mijn- en/of onderzoeksstations, een bouwschip, een wetenschapsschip, drie kleine oorlogsschepen en een sterrenbasis. Vroege gameplay bestaat uit het verkennen en koloniseren van steeds grotere delen van de ruimte, terwijl mid-game-activiteiten het voeren van oorlogvoering en/of diplomatie met andere rijken kunnen omvatten, maar ook kunnen worden gevuld met een enorme hoeveelheid microbeheer. De economie van het imperium van een speler gedurende het spel is voornamelijk gebaseerd op vijf hoofdbronnen: energiecredits, mineralen, voedsel, consumptiegoederen en legeringen, die elk een primair doel hebben om bij te dragen aan de economie van de speler. Vooruitgang in Stellaris wordt bereikt door technologieën en tradities die geleidelijk in kosten voor de speler worden geschaald, maar die de speler betere functies bieden naarmate het spel vordert. Later in het spel kunnen zich crisisgebeurtenissen voordoen die gevolgen hebben voor het hele melkwegstelsel, bijvoorbeeld het ontwaken van slapende bewuste AI of een invasie door extra-dimensionale of extra-galactische krachten, waarbij de eerste twee altijd worden veroorzaakt door onvoorzichtige rijken. Paradox hoopte dat deze functie een veelvoorkomend probleem in de late game in games in 4X-stijl zou aanpakken; waarbij één factie zo sterk is dat hun uiteindelijke overwinning onvermijdelijk is, wat resulteert in frustrerende gameplay.

## Ontwikkeling en release
Stellaris werd ontwikkeld door Paradox Development Studios en uitgegeven door Paradox Interactive. De game gebruikt dezelfde Clausewitz Engine die de studio gebruikt sinds Europa Universalis III in 2007, zij het met enkele aanpassingen, zoals het gebruik van physical-based rendering (PBR). De game werd in augustus 2015 op Gamescom gepresenteerd. Regisseur Henrik Fahraeus beschrijft zijn invloeden als "een-derde Star Control II, een-derde Master of Orion 2 en een-derde Europa Universalis IV" en zijn doel om "een strategiespel te creëren met een bijzondere focus op verkenning en uitbreiden". Het spel verwees ook naar Star Control II met verschillende personageconcepten en persoonlijkheden, waaronder buitenaardse rassen die op vogels, paddenstoelen en gaswolken lijken.
Stellaris werd op 9 mei 2016 vrijgegeven voor het publiek. Na de lancering bevestigden de ontwikkelaars dat er een aantal uitbreidingspakketten zouden komen, evenals gratis updates om bugs aan te pakken en nieuwe gameplay-functies te introduceren. De updates zijn vernoemd naar beroemde sciencefictionschrijvers, waaronder Arthur C. Clarke, Isaac Asimov, Robert A. Heinlein, Iain Banks, Douglas Adams, Ray Bradbury, Karel Čapek, Pierre Boulle, C.J. Cherryh, Larry Niven, Ursula K. Le Guin, Gene Wolfe, Tanith Lee en Mary Shelley.
Het spel gaat ook gepaard met gratis patches, die bestaande mechanica kunnen aanpassen of nieuwe kunnen toevoegen in hetzelfde thema als de uitbreidingen. De eerste grote patch arriveerde op 24 mei, kort na de release van de game, met tal van verbeteringen aan de AI, evenals een extra speelbare race. De 2.0-update (Cherryh), uitgebracht in februari 2018, vernieuwt een aanzienlijk aantal spelmechanica, zelfs voor spelers die de bijbehorende "Apocalypse"-DLC niet hebben gekocht. De 2.1 (Niven)-update, die in mei samen met de "Distant Stars"-DLC werd uitgebracht, vernieuwde de basisgameplay-loop en voegde meer levenskwaliteitsfuncties toe. De 2.2 (Le Guin) update werd in december uitgebracht, samen met de "Megacorp" DLC, en vernieuwde de manier waarop planeten zijn georganiseerd. De 3.0 (Dick)-update werd uitgebracht in april 2021, die samenviel met de release van de "Nemesis" DLC.
Paradox heeft het spel overgebracht naar consoles. De PlayStation 4- en Xbox One-versies van Stellaris zijn op 26 februari 2019 uitgebracht als Stellaris: Console Edition.
1. ↑  https://steamcommunity.com/games/281990/announcements/detail/3483988904659642215.
2. ↑  https://store.steampowered.com/newshub/app/281990/view/2899717056074971720.
3. ↑  https://forum.paradoxplaza.com/forum/index.php?threads/dev-team-2-1-3-patch-is-now-live-with-bonus-content-for-humanoids-and-distant-stars-42f6.1117674/.